# Илия Левков
Илия Левков е български учител и революционер, деец на Вътрешната македоно-одринска революционна организация.

## Биография
Левков е роден във Велес, в Османската империя. В 1894 година завършва с деветия випуск Солунската българска мъжка гимназия и започва да работи като учител. След учебната 1901/1902 година във Велес е избран за класен учител в Куманово. Работи и в Струмица, Драма и други. В 1905 година като ръководител на околийския комитет на ВМОРО Левков е арестуван и осъден на 5 години затвор. Лежи присъдата си в Куршумли хан, Скопие до Хуриета.